# Sacrament of Wilderness
Sacrament of Wilderness (англ. Таємниця Пустошів) — другий сингл групи Nightwish на однойменну пісню з альбому Oceanborn.
Крім пісні Sacrament of Wilderness на диск були включені дві пісні інших фінських рок-груп: Darkwoods My Betrothed і Eternal Tears of Sorrow. 
Цей сингл досяг першої сходинки фінського синглового чарту. Разом з синглом Walking in the Air був сертифікований золотим диском за більш ніж 5000 проданих примірників.

## Список композиций
1. Sacrament of Wilderness
2. The Crow and the Warrior (Darkwoods My Betrothed)
3. Burning Flames' Embrace (Eternal Tears of Sorrow)

## Відеокліп
Відеокліп на пісню Sacrament of Wilderness був знятий в 1998 році. Концертне відео гурту Nightwish, записане під час одного з перших, тоді ще клубних, андерграундних, виступів колективу, між іншим, у початковому вигляді зняте на любительську відеокамеру. Відеокліп можна побачити на Wishmastour 2000 та як бонусний матеріал на From Wishes to Eternity.

## Учасники запису
- Туомас Холопайнен — композитор, клавишні
- Емппу Вуорінен — гітара
- Юкка Невалайнен — ударні
- Тар'я Турунен — вокал
- Самі Вянскя — бас-гітара